# 恋のジャンクション
「恋のジャンクション」は、CoCoの13枚目のシングル。1993年11月3日にポニーキャニオンから発売された。

## 解説
- 発売時にはニッポン放送で25時前の時報CM「CoCoのもしもDE時報」として、各メンバーが誰かになりきって告知する企画CMがあった。

## 収録曲
（編曲：亀田誠治）
1. 恋のジャンクション [4:04]
作詞：及川眠子／作曲：川上明彦
2. SWEET ENERGY〜未来は味方 [4:45]
作詞：和泉ゆかり／作曲：山口由子
3. 恋のジャンクション（オリジナル・カラオケ）
4. SWEET ENERGY〜未来は味方（オリジナル・カラオケ）